# Liste der Biografien/Mum
Liste der Biografien |
Portal Biografien |
Personensuche
# |
A |
B |
C |
D |
E |
F |
G |
H |
I |
J |
K |
L |
M |
N |
O |
P |
Q |
R |
S |
T |
U |
V |
W |
X |
Y |
Z |
?
 
Ma |
Mb |
Mc |
Md |
Me |
Mf |
Mg |
Mh |
Mi |
Mj |
Mk |
Ml |
Mm |
Mn |
Mo |
Mp |
Mq |
Mr |
Ms |
Mt |
Mu |
Mv |
Mw |
Mx |
My |
Mz
 
Mua |
Mub |
Muc |
Mud |
Mue |
Muf |
Mug |
Muh |
Mui |
Muj |
Muk |
Mul |
Mum |
Mun |
Muo |
Mup |
Muq |
Mur |
Mus |
Mut |
Muu |
Muv |
Muw |
Mux |
Muy |
Muz
Die Liste der Biografien führt alle Personen auf, die in der deutschsprachigen Wikipedia einen Artikel haben. Dieses ist eine Teilliste mit 110 Einträgen von Personen, deren Namen mit den Buchstaben „Mum“ beginnt.

## Mum

### Muma
- Muma, Chad (* 1999), US-amerikanischer American-Football-Spieler
- Muma, Martin H. (1916–1989), US-amerikanischer Entomologe, Arachnologe und Höhlenforscher
- Mumadona Dias († 968), 4. Gräfin von Portugal, Erbauerin der Burg zu Guimarães
- Mumajesi, Flori (* 1982), albanischer Sänger, DJ und Musikproduzent
- Mumay, Bülent (* 1977), türkischer Journalist

### Mumb
- Mumb, Franz von Mühlheim (1754–1832), Regimentsinhaber und Festungskommandant von Temeswar.
- Mumba, Lloyd (1983–2008), sambischer Fußballspieler
- Mumba, Nevers (* 1960), sambischer Politiker
- Mumba, Samantha (* 1983), irische Schauspielerin, Sängerin und Fotomodell
- Mumbächer, Alfred (1888–1953), deutscher Landschaftsmaler
- Mumbauer, Johannes (1867–1930), deutscher römisch-katholischer Priester, Theologe und Literaturkritiker
- Mumbiela Sierra, José Luis (* 1969), spanischer Geistlicher, römisch-katholischer Bischof der Allerheiligsten Dreifaltigkeit zu Almaty
- Mumbongo, Charité (* 2002), schwedische Handballspielerin
- Mumbrú, Álex (* 1979), spanischer BasketballspielerÁlex Mumbrú (* 1979)

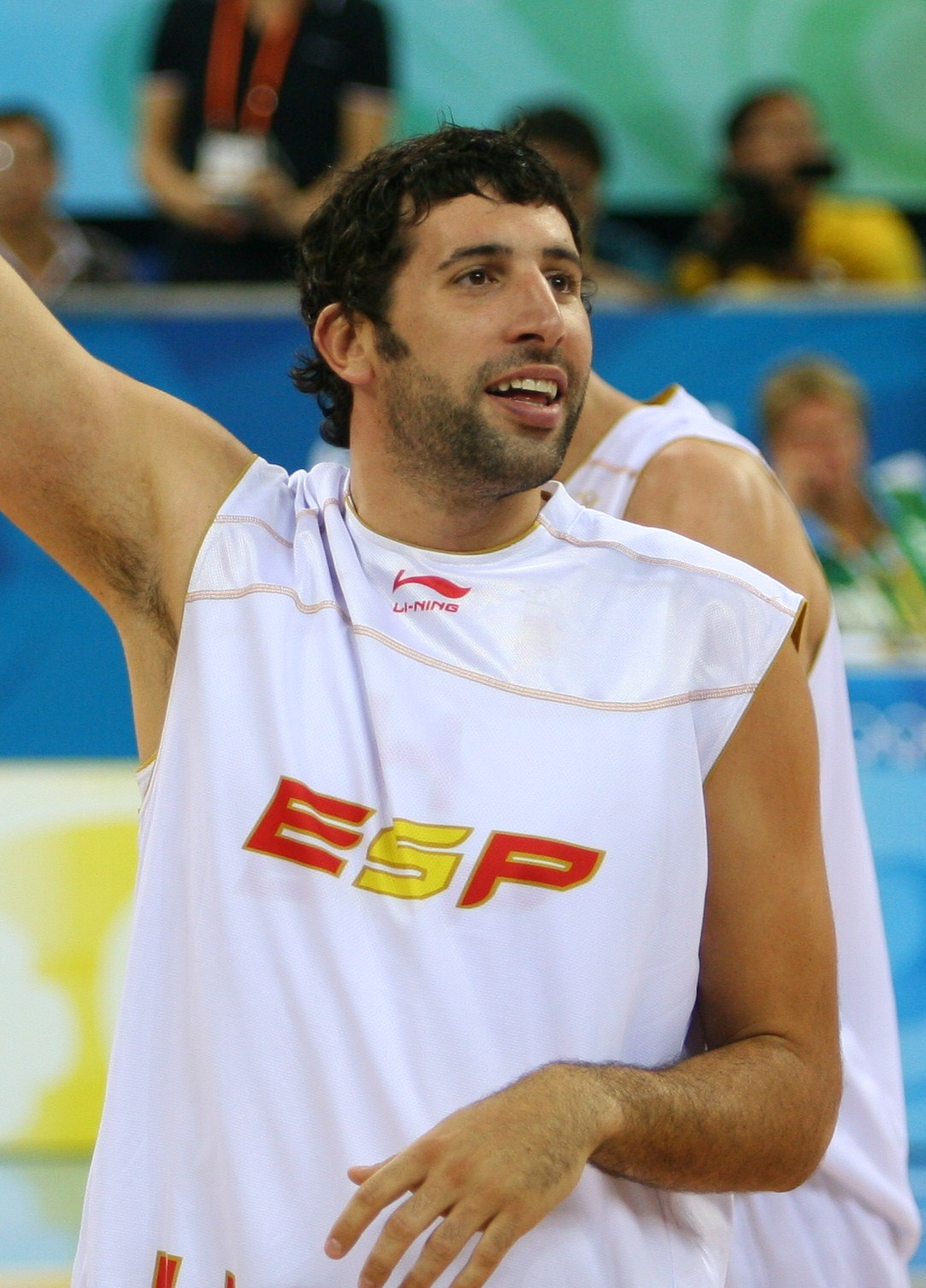
Álex Mumbrú (* 1979)

### Mumc
- Mumcu, Erkan (* 1963), türkischer Politiker
- Mumcu, Güldal (* 1951), türkische Abgeordnete
- Mumcu, Uğur (1942–1993), türkischer Journalist und Schriftsteller
- Mumcuoğlu, Yaşar (* 1940), türkischer Fußballspieler

### Mume
- Mumelter, Gerhard (* 1947), italienischer Journalist und Autor (Südtirol)
- Mumelter, Hubert (1896–1981), italienischer Schriftsteller, Dichter und Maler (Südtirol)
- Mumelter, Martin (* 1948), österreichischer Violinist
- Mumelter-Möckl, Josef, Südtiroler Politiker, letzter deutscher Bürgermeister der Marktgemeinde Gries, heute Gries-Quirein (1908–1925)
- Mumenthaler, Christian (* 1969), Schweizer Manager
- Mumenthaler, Ernst (1901–1978), Schweizer Architekt, Innenarchitekt, Möbelentwerfer und Gestalter
- Mumenthaler, Hans Jacob (1729–1813), Schweizer Chemiker, Mechaniker und Opticus
- Mumenthaler, Hansueli (* 1943), Schweizer Mittelstreckenläufer
- Mumenthaler, Marco (1925–2016), Schweizer Neurologe, Hochschullehrer, Rektor der Universität Bern, Fachautor
- Mumenthaler, Rudolf (* 1962), Schweizer Hochschullehrer für Bibliothekswissenschaft an der HTW Chur
- Mumenthaler, Samuel (* 1961), Schweizer Jurist, Autor und Musiker
- Mumenthaler, Timothé (* 2002), Schweizer Leichtathlet
- Mumenthaler-Marti, Jacob (1737–1787), Schweizer Wundarzt und Chirurg

### Mumf
- Mumford, Bob (* 1930), US-amerikanischer Geistlicher der Pfingstbewegung
- Mumford, David Bryant (* 1937), englischer Mathematiker
- Mumford, Don (1954–2007), US-amerikanischer Jazzmusiker
- Mumford, Eloise (* 1986), US-amerikanische Schauspielerin
- Mumford, George († 1818), US-amerikanischer Politiker
- Mumford, Gurdon S. (1764–1831), US-amerikanischer Politiker
- Mumford, Jeffrey (* 1955), US-amerikanischer Komponist und Musikpädagoge
- Mumford, John (1918–1999), australischer Sprinter
- Mumford, Lawrence Quincy (1903–1982), US-amerikanischer Bibliothekar, Leiter der Library of Congress
- Mumford, Lewis (1895–1990), US-amerikanischer Architekturkritiker und Wissenschaftler
- Mumford, Marcus (* 1987), britischer Musiker, Songwriter und Frontmann der Folk-Rockband Mumford & SonsMarcus Mumford (* 1987)

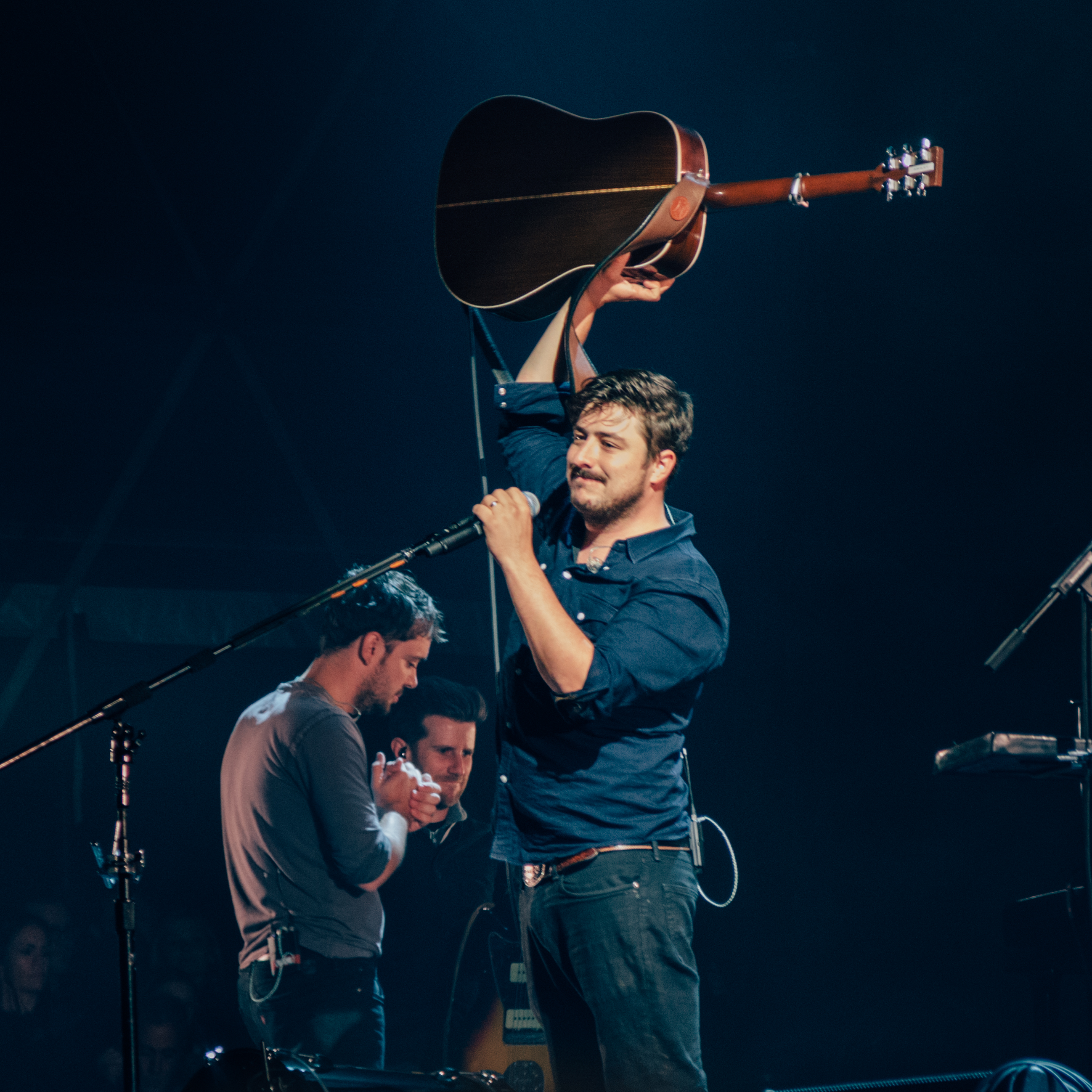
Marcus Mumford (* 1987)

- Mumford, Mary, 15. Lady Herries of Terregles (1940–2017), schottische Peeress
- Mumford, Paul (1734–1805), US-amerikanischer Politiker und Jurist
- Mumford, Peter (1922–1992), britischer Theologe; Bischof von Truro
- Mumford, Reid (* 1976), US-amerikanischer Straßenradrennfahrer

### Mumi
- Mumie aus dem Dachauer Moos, südamerikanische Frauenmumie, die lange Zeit für eine Moorleiche gehalten wurde
- Mumin, Abdul (* 1998), ghanaischer Fußballspieler
- Mumin, Hassan Sheikh (1931–2008), somalischer Dichter und Dramatiker
- Muminović, Ahmet (1945–2019), jugoslawischer Comiczeichner, Comicautor und Journalist
- Muminović, Sanin (* 1990), kroatischer Fußballspieler
- Muminow, Sabyrschan (* 1994), kasachischer Skispringer

### Mumk
- Mümken, Jürgen (* 1965), deutscher Anarchist und Autor

### Muml
- Mumlek, Miljenko (* 1972), kroatischer Fußballspieler
- Mumler, William H. (1832–1884), US-amerikanischer Berufsfotograf

### Mumm

Alfons Mumm von Schwarzenstein (1859–1924)

- Mumm von Schwarzenstein, Alfons (1859–1924), Diplomat des Deutschen ReichesAlfons Mumm von Schwarzenstein (1859–1924)
- Mumm von Schwarzenstein, Bernd (1901–1981), deutscher Diplomat
- Mumm von Schwarzenstein, Christa-Mette (1917–2011), deutsche Kommunalpolitikerin (CDU)
- Mumm von Schwarzenstein, Daniel Heinrich (1818–1890), deutscher Jurist und Kommunalpolitiker
- Mumm von Schwarzenstein, Herbert (1898–1945), deutscher Diplomat und Widerstandskämpfer gegen den Nationalsozialismus
- Mumm, Elisabeth von (1860–1933), deutsche Frauenrechtlerin
- Mumm, Peter Arnold (1733–1797), deutscher Unternehmer
- Mumm, Reinhard (1873–1932), deutscher Theologe und Politiker (CSP, DVNP;CSVP), MdR
- Mumm, Reinhard (1916–1986), deutscher lutherischer Theologe
- Mumm, Walther von (1887–1959), deutscher Luftfahrtpionier, Sektkönig, Olympiateilnehmer Winterspielen 1932, Börsenmakler
- Mumma, Gordon (* 1935), US-amerikanischer Komponist
- Mumma, Walter M. (1890–1961), US-amerikanischer Politiker
- Mummadi, Ignatius (1899–1983), indischer Geistlicher, römisch-katholischer Bischof von Guntur
- Mumme, Achim (* 1958), deutscher Gefäßchirurg
- Mumme, Fridel (1898–1983), deutsche Schauspielerin
- Mumme, Hans-Jürgen (* 1941), deutscher Fußballspieler
- Mumme, Willi (* 1946), deutscher Fußballspieler
- Mummendey, Amélie (1944–2018), deutsche Sozialpsychologin
- Mummendey, Hans D. (* 1940), deutscher Psychologe
- Mummendey, Richard (1900–1978), deutscher Bibliothekar, Buchwissenschaftler, Autor, Übersetzer und Herausgeber
- Mummenhoff, Ernst (1848–1931), Archivdirektor in Nürnberg, Verfasser zahlreicher Schriften über die Stadt Nürnberg
- Mummenhoff, Karl Eugen (1920–2005), deutscher Kunsthistoriker und Denkmalpfleger
- Mummenhoff, Winfried (1942–2022), deutscher Rechtswissenschaftler
- Mummenthey, Karl (1906–1968), deutscher SS-Führer und Verurteilter der Nürnberger Prozesse
- Mummert, Danny (1934–1974), US-amerikanischer Schauspieler
- Mummert, Gwen (* 1999), deutsche Fußballspielerin
- Mummert, Karl (1879–1964), deutscher Porträt-, Landschafts-, Genre-, Jagd-, Industrie-, Figuren- und Stilllebenmaler
- Mummert, Werner (1897–1950), deutscher Generalmajor im Zweiten Weltkrieg
- Mummery, Albert (* 1855), britischer AlpinistAlbert Mummery (* 1855)

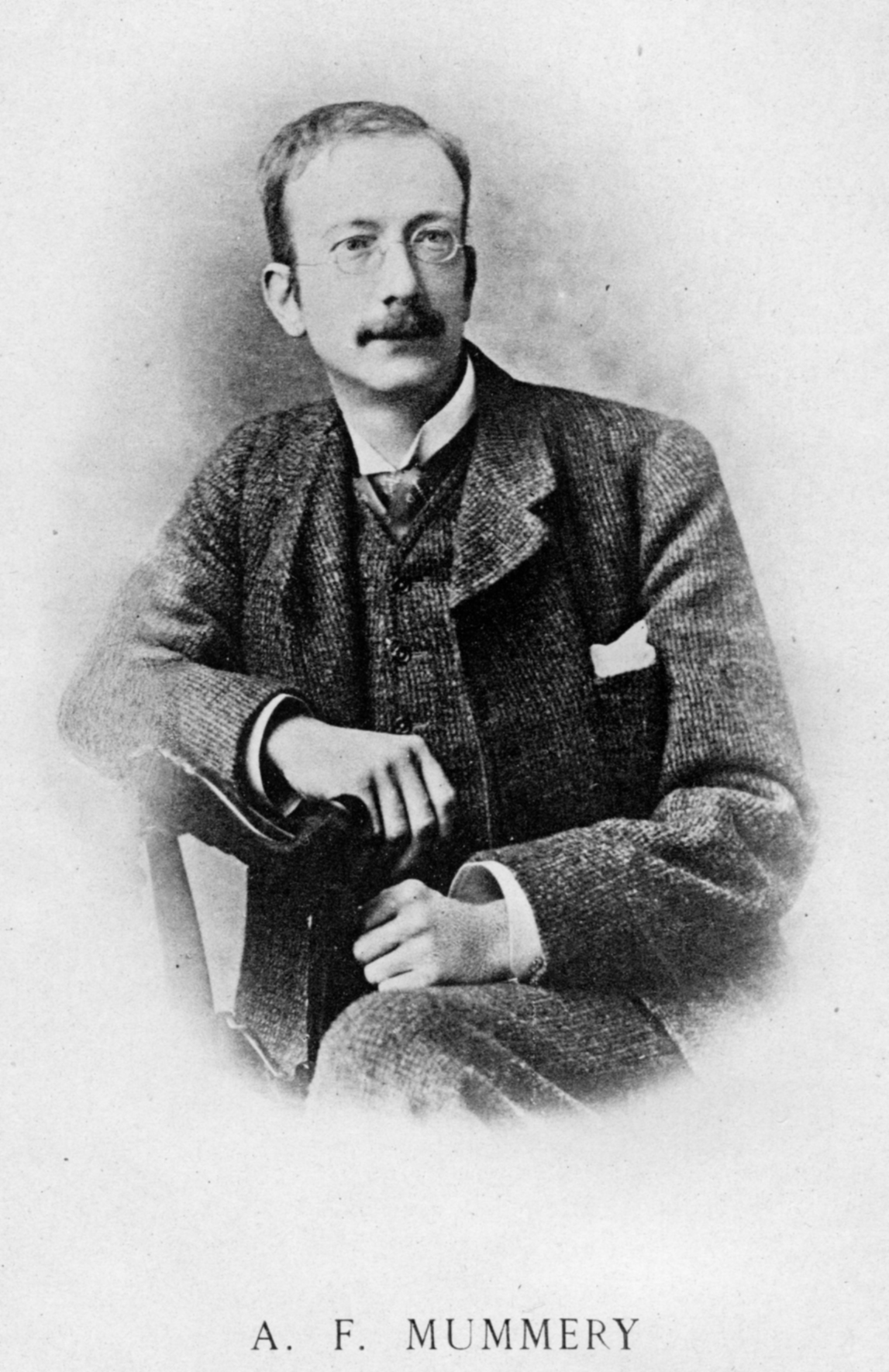
Albert Mummery (* 1855)

- Mummery, Harry (1889–1945), US-amerikanischer Eishockeyspieler
- Mummhardt, Christine (* 1951), deutsche Volleyballspielerin
- Mummia, Achaica, Mutter des römischen Kaiser Galba
- Mummius Achaicus, Lucius, römischer Politiker, Konsul 146 v. Chr.
- Mummius Faustianus, römischer Konsul (262)
- Mummius Felix Cornelianus, Lucius, römischer Konsul 237
- Mummius Sisenna Rutilianus, Publius, römischer Politiker
- Mummius Sisenna, Publius, Senator und Politiker der römischen Kaiserzeit
- Mummius, Lucius, römischer Politiker, Prätor (177 v. Chr.)
- Mummius, Spurius, römischer Politiker und Intellektueller
- Mummolin, fränkischer Adliger
- Mummolus († 585), gallo-römischer Patricius, Praefect und Feldherr

### Mumo
- Mumolo, Annie (* 1973), US-amerikanische Drehbuchautorin, Synchronsprecherin und Schauspielerin
- Mumot, André (* 1979), deutscher Schriftsteller
- Mumović, Dejan (* 1993), bosnischer Biathlet und Skilangläufer

### Mump
- Mümpfer, Klaus (1942–2021), deutscher Fotograf, Journalist und Jazzkritiker
- Mumprecht, Rudolf (1918–2019), Schweizer Künstler

### Mums
- Mumssen, Emil (1871–1935), deutscher Politiker, MdHB, Senator und Direktor der Hochbahn
- Mumssen, Jacob (1737–1819), deutscher Arzt und Schriftsteller

### Mumt
- Mümtas, Salman (1884–1941), aserbaidschanisch-sowjetischer Literaturwissenschaftler und Dichter
- Mumtaz Mahal (1593–1631), Frau von Shah Jahan; ihr zu Ehren wurde der Taj Mahal errichtetMumtaz Mahal (1593–1631)

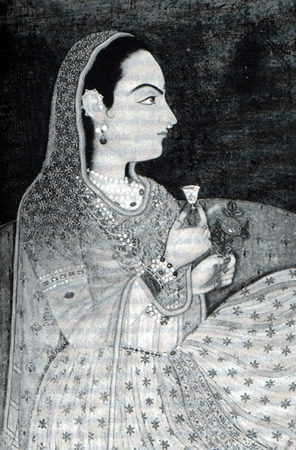
Mumtaz Mahal (1593–1631)

- Mumtaz, Urooj (* 1985), pakistanische Cricketspielerin
- Mumtoz, Madina (* 1990), usbekische Schauspielerin

### Mumu
- Mumuni, Muhammad (* 1949), ghanaischer Außenminister

### Mumy
- Mumy, Bill (* 1954), US-amerikanischer Musiker und Schauspieler
- Mumy, Liliana (* 1994), US-amerikanische Schauspielerin und Synchronsprecherin